# Bienville Parish
Bienville Parish (franska: Paroisse de Bienville) är ett administrativt område, parish, i delstaten Louisiana, USA. År 2010 hade området 14 353 invånare. Den administrativa huvudorten är Arcadia.

## Geografi
Enligt United States Census Bureau har countyt en total area på 2 128 km². 2 100 av den arean är land och 29 km² är vatten.

### Angränsande områden
- Claiborne Parish - norr
- Lincoln Parish - nordost
- Jackson Parish - öster
- Winn Parish - sydost
- Natchitoches Parish - syd
- Red River Parish - sydväst
- Bossier Parish - väster
- Webster Parish - nordväst